# El planeta dels simis (pel·lícula de 1968)
El planeta dels simis (títol original en anglès Planet of the Apes) és una pel·lícula estatunidenca de ficció científica, realitzada l'any 1968, basada en la novel·la de Pierre Boulle, La Planète des singes. L'actor protagonista va ser Charlton Heston, va ser dirigida per Franklin J. Schaffner Altres actors van ser Roddy McDowall, Kim Hunter, Maurice Evans, James Whitmore, James Daly i l'actriu Linda Harrison. El guió originalment va estar a càrrec de Rod Serling (guionista i productor de la Dimensió desconeguda) però hi va haver nombroses revisions fetes per altres guionistes. Els canvis van incloure noms dels protagonistes i una societat de simis més primitiva.

## Argument
Els astronautes Taylor (Charlton Heston), Landon (Robert Gunner), Stewart (Dianne Stanley) i Dodge (Jeff Burton) estan en animació suspesa (hibernació) quan la seva nau, anomenada Icarus, cau en un llac d'un planeta desconegut l'any 3978 dC. després d'un viatge de 2.006 anys de durada a una velocitat pròxima a la de la llum. Taylor suggereix que el planeta on han arribat gira al voltant d'un estel de la constel·lació d'Orió, a uns 320 anys llum de la Terra.
En aquest planeta Taylor descobreix que una espècie de simis que enraonen domina i esclavitza als éssers humans, que són muts. En haver estat ferit a la gola, ell tampoc pot parlar i també és esclavitzat. Quan es guareix de la ferida i aconsegueix de parlar es rebel·la ajudat per un simi femella que és psiquiatra i el simi mascle parella d'ella.
L'escena final de la pel·lícula és antològica i se la considera un al·legat contra la Guerra Freda.

## Repartiment
- Charlton Heston: George Taylor
- Roddy McDowall: Cornelius
- Kim Hunter: Zira
- Maurice Evans: Dr. Zaius
- James Whitmore: President de l'Assemblea
- James Daly: Honorious
- Linda Harrison: Nova
- Robert Gunner: Landon
- Lou Wagner: Lucius
- Woodrow Parfrey: Maximus
- Jeff Burton: Dodge
- Buck Kartalian: Julius
- Norman Burton: Hunt Leader
- Wright King: Dr. Galen
- Paul Lambert: Ministr
- Dianne Stanley: Stewart (no surt als crèdits)

## Premis i nominacions
La pel·lícula va guanyar l'Oscar honorífic al millor maquillatge, per a John Chambers, i va estar nominada a l'Oscar al millor vestuari (Morton Haack) i a la millor banda sonora (Jerry Goldsmith).

## Obres derivades
- La pel·lícula ha tingut diverses seqüeles de diferent èxit, a diferència de l'original.
- En la dècada del 1970 se'n va fer una sèrie de televisió, una sèrie de dibuixos animats, a més d'un còmic.
- Tim Burton en va fer una altra pel·lícula l'any 2001 amb el contingut parcialment modificat: Planet of the Apes
- Rise of the Planet of the Apes (2011), dirigida per Rupert Wyatt
- Dawn of the Planet of the Apes (2014), dirigida per Matt Reeves
- War for the Planet of the Apes (2017), dirigida per Matt Reeves

## Diferències amb la novel·la
- L'heroi no és un periodista francès anomenat Ulysse Mérou, sinó un astronauta estatunidenc que es diu Coronel George Taylor.
- Els humans anaven nus a la novel·la i a la pel·lícula es vesteixen amb pells.
- La tecnologia i habitatges dels simis era molt més alta en la novel·la que la que apareix en la pel·lícula (ja que així evitava costos de producció).
- En la pel·lícula els simis parlen anglès del segle XX mentre que en la novel·la parlen un llenguatge totalment diferent que al protagonista de la novel·la li costa temps d'aprendre. Mentre que Taylor rep una ferida a la gola que li impedeix de parlar de seguida.
- En la novel·la de Boulle el planeta es troba en el sistema solar de l'estrella Betelgeuse, no pas a la Terra, tot i que al final de la novel·la el protagonista arriba a la Terra i veu que els simis també n'han pres el control. Malgrat que el final de la pel·lícula és significativament diferent, està inspirat en el proposat pel productor Rod Serling. Pierre Boulle va manifestar que no li va agradar el final amb l'Estàtua de la Llibertat.